# Alex Joseph
(en) Statistiques sur pro-football-reference
(en) Statistiques sur statscrew
Alex Thomas Joseph (né le 6 juillet 1988 à Bridgeport) est un joueur américain de football américain et de football canadien évoluant au poste de linebacker.

## Carrière
Joueur pour l'équipe des Temple Owls au niveau universitaire, Joseph n'est pas drafté durant le draft de la NFL de 2010. Il signe comme agent libre avec les Packers de Green Bay mais la franchise le libère avant le début de la saison alors qu'il jouait avec la réserve. Il signe avec les 49ers de San Francisco mais il ne joue pas beaucoup, ne réalisant qu'un tacle lors de la saison 2010.
Le 3 septembre 2011, il est libéré par San Francisco et se retrouve agent libre. Après une saison 2011 sans équipe, il décide de se tourner vers la Ligue canadienne de football (LCF) et signe, le 10 avril 2012, avec les Tiger-Cats de Hamilton, où il prend part à un seul match.